# Salvatore Esposito
Pour l’article homonyme, voir Salvatore Esposito (football).
Salvatore Esposito, né le 2 février 1986 à Naples (Italie), est un acteur italien, connu principalement pour son rôle du camorriste Gennaro Savastano dans la série télévisée Gomorra et pour le rôle de Vincenzo dans le film On l'appelle Jeeg Robot. 

## Biographie
Salvatore Esposito fréquente l'École de cinéma de Naples, ainsi que celle de Rome où, en 2013, il lui est offert le premier rôle d'acteur dans la série télévisée Il clan dei camorristi.
Esposito devient connu du grand public avec le rôle de Genny Savastano dans la série télé Gomorra, dans laquelle il interprète l'un des principaux rôles des deux premières saisons.
En 2016, il joue le rôle de Vincenzo dans le film On l'appelle Jeeg Robot de Gabriele Mainetti, et celui du rappeur Sante dans le film Zeta (it) de Cosimo Alemà.
En mai 2017, il fait une apparition dans le clip Volare du chanteur Fabio Rovazzi.
Salvatore Esposito tient l’un des rôles principaux du film de Gianluca et Massimiliano De Serio, Una Promessa, sorti en salles en France en octobre 2020 et dans lequel il incarne un ouvrier journalier qui recherche la vérité sur la mort de sa femme, dans la région des Pouilles qu’il parcourt avec son jeune fils.

## Filmographie

### Cinéma
- 2015 : La dolce arte di esistere de Pietro Reggiani
- 2016 : On l'appelle Jeeg Robot (Lo chiamavano Jeeg Robot) de Gabriele Mainetti
- 2016 : Zeta - Una storia hip-hop (it) de Cosimo Alemà
- 2018 : Taxi 5 de Franck Gastambide
- 2018 : Tu peux embrasser le marié d'Alessandro Genovesi
- 2020 : Una Promessa de Gianluca et Massimiliano De Serio
- 2025 : Criminal Squad : Pantera (Den of Thieves 2: Pantera) de Christian Gudegast :  Slavko
- 2025 : Maserati: The Brothers de Robert Moresco : Bindo Maserati

### Télévision
- 2013 : Il clan dei camorristi (série télévisée)
- 2014 : Gomorra (série télévisée)
- 2020 : Fargo (série télévisée, saison 4)